# Iridinidae
Iridinidae zijn een familie van tweekleppigen uit de orde Unionoida.